# Billard aux Jeux mondiaux de 2009
Navigation
Duisbourg 2005 Cali 2013
Les épreuves de billard des Jeux mondiaux de 2009 ont lieu du 22 juillet au 26 juillet 2009, au Jhongjheng Martial Arts Stadium de Kaohsiung (Taïwan).

## Podiums

### Hommes
| Épreuves                      | Or                     | Argent                         | Bronze                              |
| ----------------------------- | ---------------------- | ------------------------------ | ----------------------------------- |
| Billard américain-Jeu de la 9 | Allemagne Ralf Souquet | Taipei chinois Yang Ching-Shun | France Stephan Cohen                |
| Billard français-3 bandes     | Pays-Bas Dick Jaspers  | Suède Torbjörn Blomdahl        | Italie Marco Zanetti                |
| Snooker                       | Angleterre Nigel Bond  | Angleterre David Grace         | Émirats arabes unis Mohammed Shehab |

### Femmes
| Épreuves                      | Or                        | Argent                  | Bronze                       |
| ----------------------------- | ------------------------- | ----------------------- | ---------------------------- |
| Billard américain-Jeu de la 9 | Angleterre Allison Fisher | Autriche Jasmin Ouschan | Taipei chinois Lin Yuan-Chun |

## Tableau des médailles
| Rang | Nation              | Or | Argent | Bronze | Total |
| ---- | ------------------- | -- | ------ | ------ | ----- |
| 1    | Angleterre          | 2  | 1      | 0      | 3     |
| 2    | Allemagne           | 1  | 0      | 0      | 1     |
| 2    | Pays-Bas            | 1  | 0      | 0      | 1     |
| 4    | Taipei chinois      | 0  | 1      | 1      | 2     |
| 5    | Suède               | 0  | 1      | 0      | 1     |
| 5    | Autriche            | 0  | 1      | 0      | 1     |
| 7    | France              | 0  | 0      | 1      | 1     |
| 7    | Italie              | 0  | 0      | 1      | 1     |
| 7    | Émirats arabes unis | 0  | 0      | 1      | 1     |